# Peter Widerin
Johann Peter Widerin, auch Widering, Widerlin, Widrin, (* um 1684 in Stanz in Tirol; † 1760 in St. Pölten) war ein österreichischer Bildhauer.

## Leben
Widerin war von 1699 bis 1704 Schüler des Ignaz Waibl in Amerdingen. Er erhielt 1715 das Bürgerrecht der Stadt St. Pölten und ehelichte im folgenden Jahr die 19-jährige Maria Anna, eine Tochter des Baumeisters Jakob Prandtauer.

## Werke
Widerin arbeitete als Bildhauer vor allem an Bauvorhaben seines Schwiegervaters. Er schuf unter anderem die Kolossalstatuen hl. Leopold und hl. Koloman beim Hauptportal des Stiftes Melk (nach Modellen von Lorenzo Mattielli), gestaltete zahlreiche Objekte im ehemaligen Stift St. Pölten (heute Domkirche) und schuf den Michaelsaltar der Kirche auf dem Sonntagsberg. Weitere seiner Werke waren etwa die Kalvarienberggruppe in St. Pölten sowie je eine Nepomuk-Statue in Spratzern, Ochsenburg und Stattersdorf.
- 1716 Kolossalstatuen der Hil. Leopold u. Koloman vor dem Hauptportal des Stiftes Melk (nach Modellen Mattielli's)
- 1727 Plastiken für die Kanzel in Maria Taferl
- 1729/30 Michaelsaltar der Wallfahrtskirche auf dem Sonntagberg
- 1731ff. Plastiken für den Hochaltar der Stiftskirche Melk (nach Entwürfe Mattielli's)
- 1731 figürlicher Schmuck an Kanzel, Orgelgehäuse, Orgelchorbrüstung und Gruppe der Anbetung Christi durch die Weisen in der Pfarrkirche Mank
- 1736 Statue des hl. Johannes Nepomuk für den Hauptplatz in Melk
- 1743 Steinstatuen für Stift Melk
- 1745 Plastiken des Kalvarienberges in St. Pölten

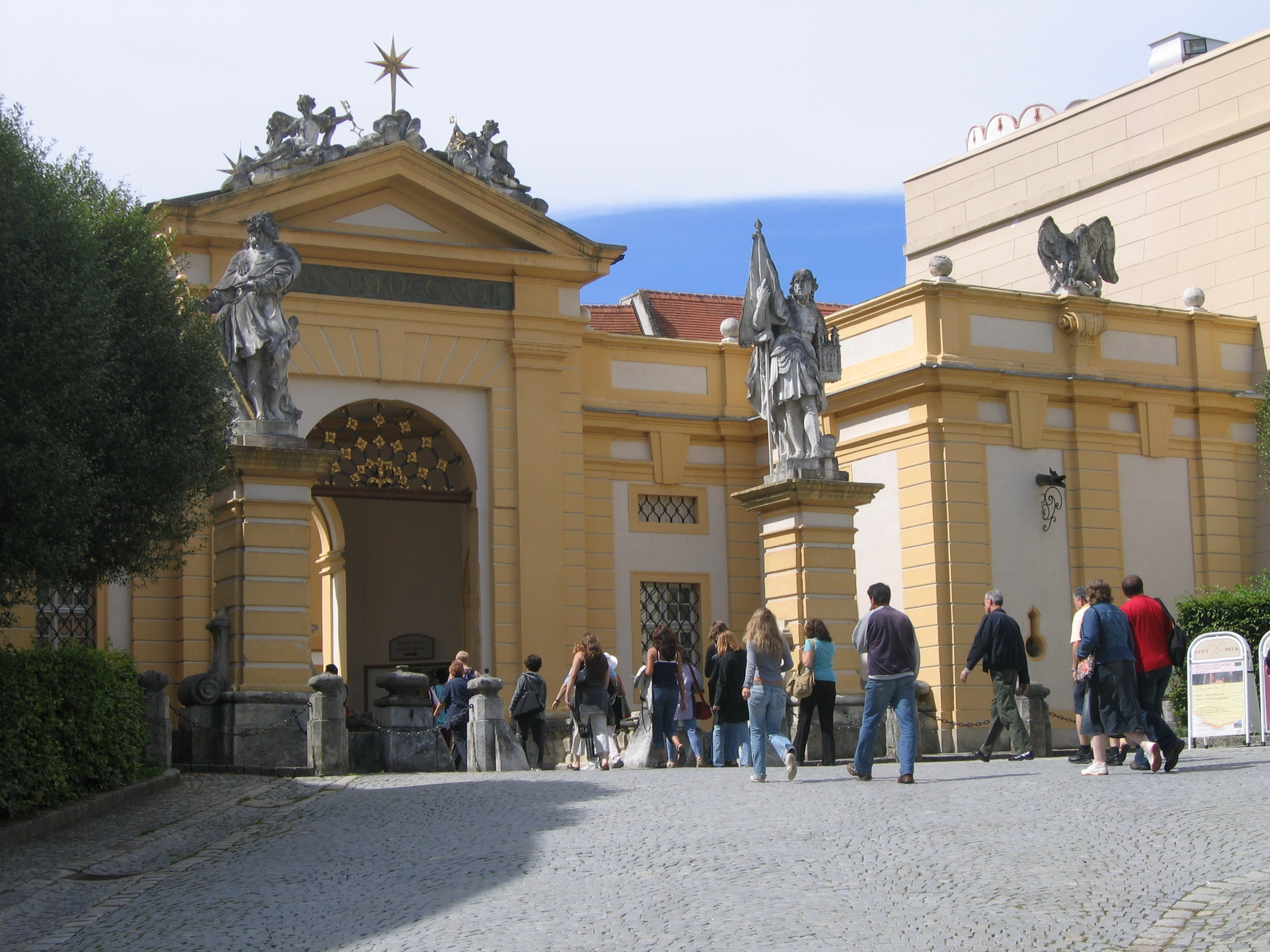
Leopold und Koloman am Stift Melk
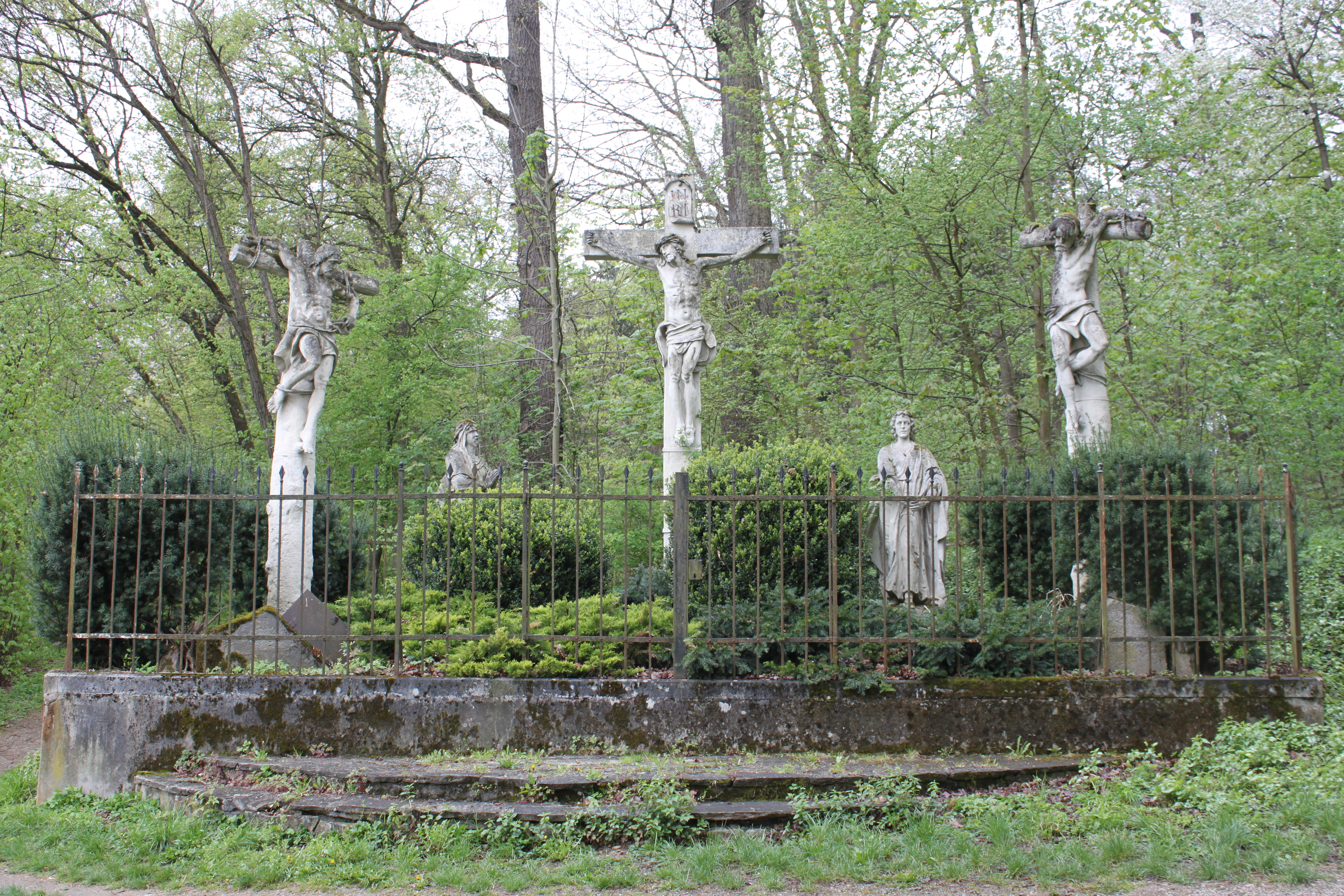
Kalvarienberggruppe in St. Pölten
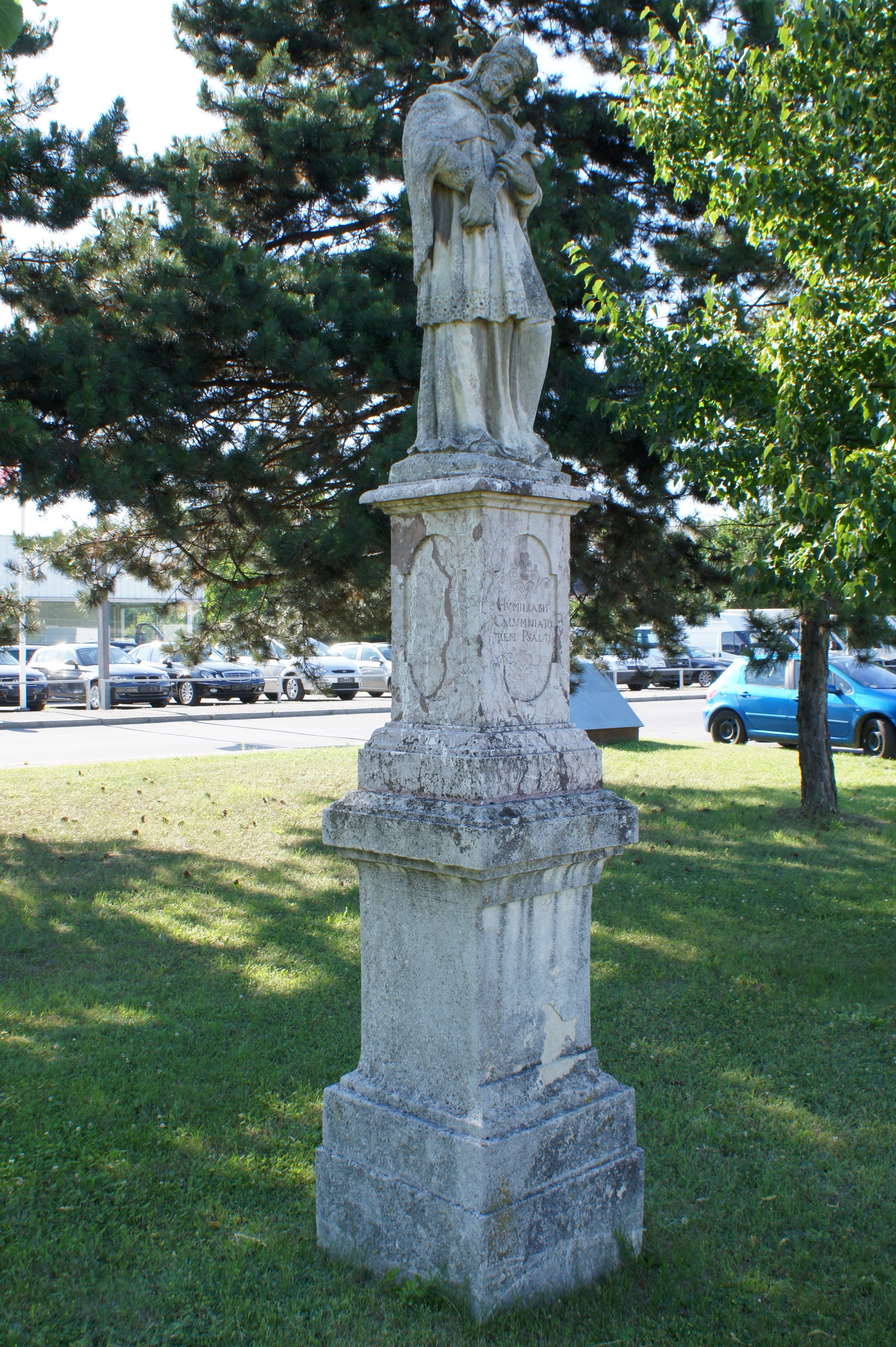
Nepomukstatue in St. Pölten-Spratzern
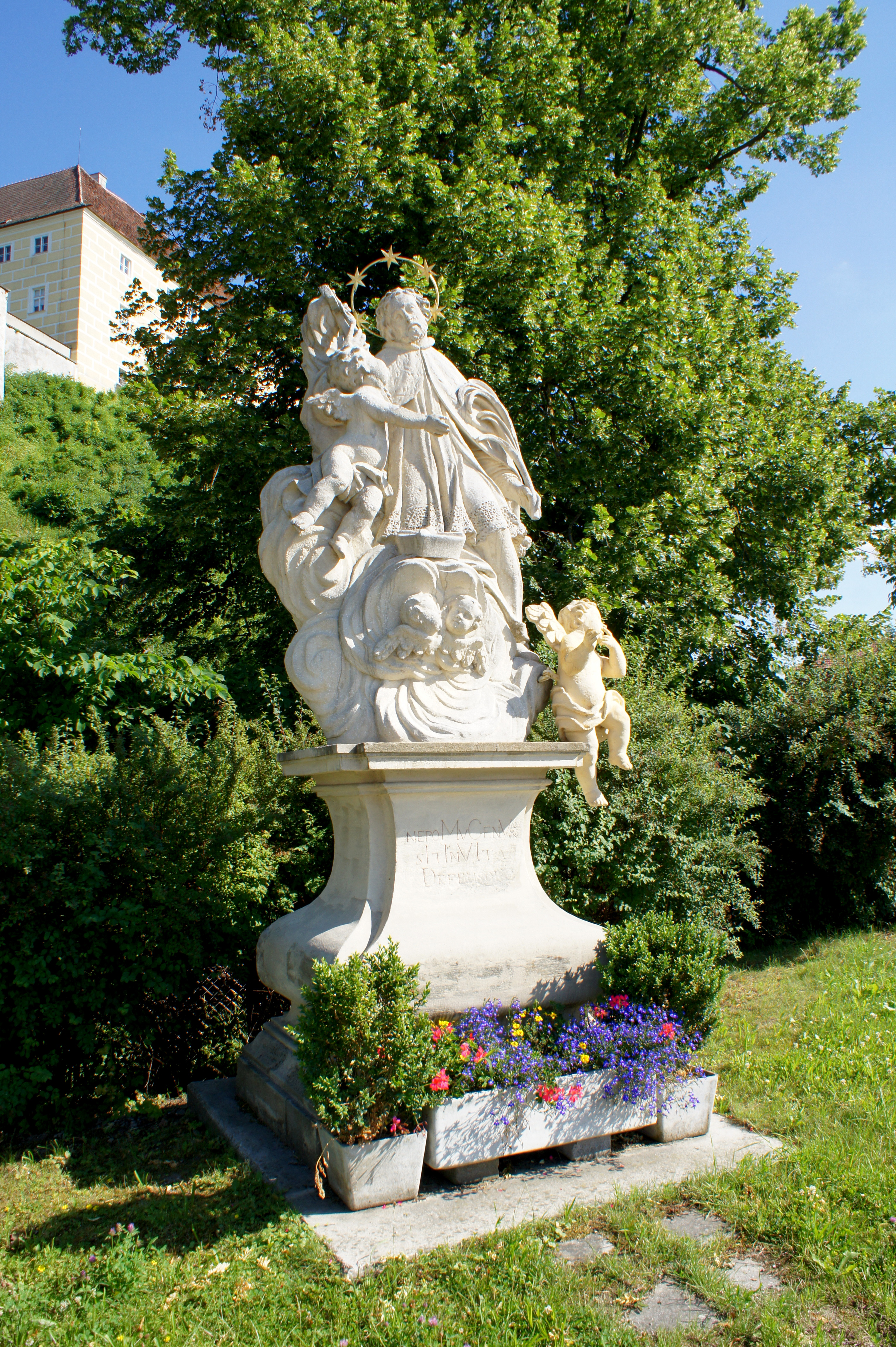
Nepomukstatue in St. Pölten-Ochsenburg
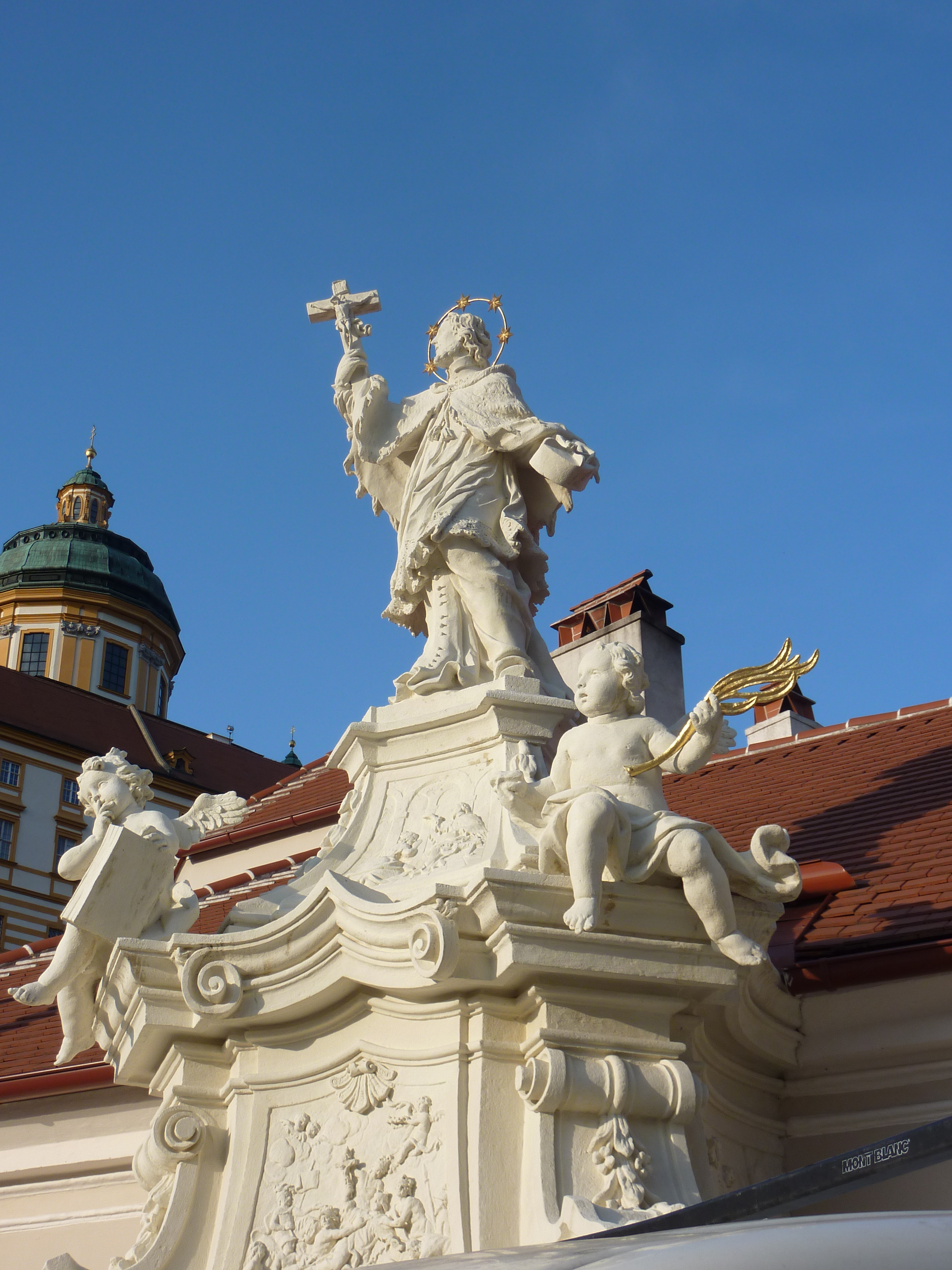
Nepomukstatue am Hauptplatz in Melk